# گاستی هوبر
گاستی هوبر (انگلیسی: Gusti Huber؛ ۲۷ ژوئیهٔ ۱۹۱۴ – ۱۲ ژوئیهٔ ۱۹۹۳) یک هنرپیشه اهل اتریش بود.